# Hendrik van den Broeck
Hendrik van den Broeck (conegut també com a Nicolas Hendrik, Henricus van Mechelen, Arrigo Fiammingo, Enrique Flamenco, Enrique de Malinas) (Malines,~ 1519– Roma, 28 de setembre del 1597) era un pintor flamenc.

## Biografia
Era germà de l'escultor Willem van den Broeck i del pintor Crispin van den Broeck. El seu primer mestre va ser probablement el seu pare, i també va ser deixeble de Frans Floris de Vriendt i va estudiar i impartir classes a l'Accademia di San Lucca. Participà a la decoració de la Capella Sixtina o la Biblioteca Vaticana.
Viatjà per Nàpols, Florència, Umbria i Roma, treballà amb Giorgio Vasari i Cesare Nebbia.